# Месерет Дефар
Месерет Дефар  (амх. መሰረት ደፋር, 19 листопада 1983) — ефіопська легкоатлетка, олімпійська чемпіонка, рекордсменка світу з бігу на 2 милі — 8:58.58, (Брюссель, Бельгія, вересень 2007 року).
Дефар взяла перерву у змаганнях у 2014 році, щоб створити сім'ю. Вона пообіцяла повернутися до 2015 року, хоча не брала участі в серпневому Чемпіонаті світу в Пекіні.

## Виступи на Олімпіадах
| Олімпіада   | Дисципліна         | Місце |
| ----------- | ------------------ | ----- |
| Афіни 2004  | біг на 5000 метрів | 1     |
| Пекін 2008  | біг на 5000 метрів | 3     |
| Лондон 2012 | біг на 5000 метрів | 1     |